# Mousa Kraish

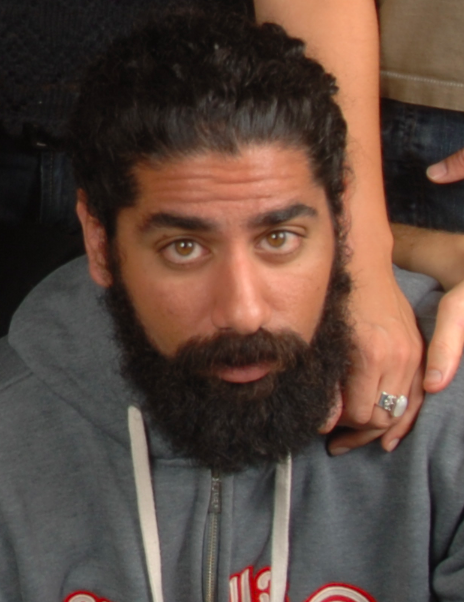
Mousa Kraish (2007)

Mousa Kraish (* 21. November 1975 in Brooklyn, New York) ist ein US-amerikanischer Schauspieler.

## Leben und Karriere
Mousa Kraish wurde 1975 als Sohn palästinensischer Eltern im New Yorker Stadtteil Brooklyn geboren. Nach seinem Abschluss vom Brooklyn College studierte er weitere zweieinhalb Jahre an der David Mamet's Atlantic Theater School. Seit 2005 ist Kraish als Schauspieler aktiv. Neben Auftritten in Hollywoodfilmen wie München, Superbad und Fast & Furious – Neues Modell. Originalteile., ist er auch in Independent-Filmen zu sehen.
Zu seinen Serienauftritten gehören Parenthood, Chuck, Homeland oder Blue Bloods – Crime Scene New York. 2016 übernahm er die wiederkehrende Rolle des Habib in der Serie Feed the Beast, ein Jahr darauf die des Dschinn in American Gods.
Hin und wieder tritt Kraish auch auf der Theaterbühne auf, so etwa auf dem New York Fringe Festival 2004. Er lebt derzeit in Los Angeles.

## Filmografie (Auswahl)
- 2005: Man Push Cart
- 2005: München (Munich)
- 2006: Arrested Development (Fernsehserie, Episode 3x12)
- 2007: King of California
- 2007: Superbad
- 2008: Option 3
- 2008: Leg dich nicht mit Zohan an (You Don't Mess with the Zohan)
- 2008: Lie to Me
- 2008: Der Tag, an dem die Erde stillstand (The Day the Earth Stood Still)
- 2009: Fast & Furious – Neues Modell. Originalteile. (Fast & Furious)
- 2010: Man of Certain Age (Fernsehserie, Episode 1x05)
- 2010: Blue Bloods – Crime Scene New York (Blue Bloods, Fernsehserie, 2 Episoden)
- 2010–2011: Parenthood (Fernsehserie, 2 Episoden)
- 2011: Chuck (Fernsehserie, Episode 4x19)
- 2011: Terminal Kill (Fernsehfilm)
- 2011: Treatment
- 2012: Super Zeroes
- 2012: Der Diktator
- 2014: Echo Park
- 2015: Homeland (Fernsehserie, Episode 5x02)
- 2015–2017: Transparent (Fernsehserie, 3 Episoden)
- 2016: Feed the Beast (Fernsehserie, 6 Episoden)
- 2017: Designated Survivor (Fernsehserie, Episode 2x08)
- 2017–2019: American Gods (Fernsehserie, 10 Episoden)
- 2019: Der Tag wird kommen (The Day Shall Come)
- 2023: Star Trek: Picard (Fernsehserie, 1 Episode)